# Ramphotyphlops cumingii
Ramphotyphlops cumingii là một loài rắn trong họ Typhlopidae. Loài này được Gray mô tả khoa học đầu tiên năm 1845.